# Хейлотома Ворісека
Хейлотома Ворісека (лат. Cheilotoma voriseki Medvedev et Kantner, 2003) — вид листоїдів з підродини клітрини. Зустрічається в Туреччині, на горе Немрут-Даг в місті Адияман.